# Prudential plc
Prudential plc é a maior companhia de seguros do Reino Unido, a empresa possui cerca de 26 milhões de clientes em todo o mundo, o grupo também é proprietário da M&G Investments, uma empresa gestora de investimentos que tem ativos de mais de 201 bilhões de libras.